# マンドルラ

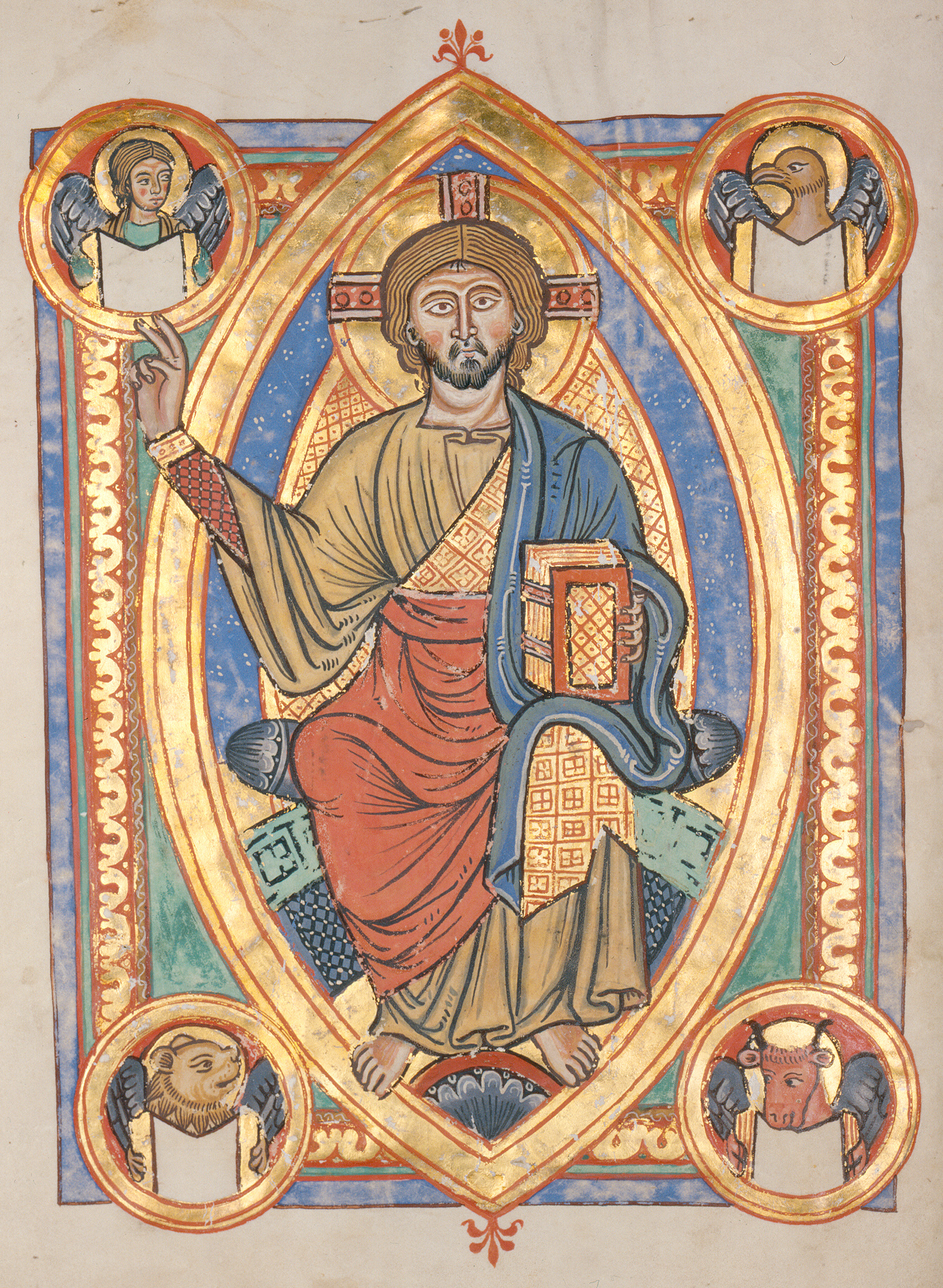
中世の装飾写本のマンドルラの中に描かれた雄大なキリスト。

マンドルラ（mandorla）は、アーモンド形の光背、つまり図像全体を囲む枠である。マンドルラは、キリスト教の伝統的な図像において、イエス・キリストと聖母マリアの像を囲むことがよくある。頭だけでなく体全体を取り囲むという点で光輪とは区別される。マンドルラは、中世初期やロマネスク美術、また同時期のビザンティン美術で雄大なキリストの姿を描くためによく使用される。 

## 描写
マンドルラ（Mandorla）は、イタリア語でアーモンドの実という意味である。形は楕円形であったり菱形である場合もある。
正教会のイコンでは、マンドルラは、イエス・キリストの復活と変容、生神女就寝祭など、「時間と空間を超越する」神聖な瞬間を描くために使用されている。これらのマンドルラは多くの場合、異なる色の複数の同心円状の帯として描かれており、マンドルラの中心に向かうにつれて暗くなっている。これは、偽ディオニュシオス・ホ・アレオパギテースなどが説明した、神聖さが増すにつれて、闇の増大だけがその輝きと明るさを表すことができるようになるという教会の否定神学の理論と一致している。
ヒルデガルト・フォン・ビンゲンの象徴性では、マンドルラはコスモスを象徴している。